# Annual Review of Medicine
L'Annual Review of Medicine è una rivista medica sottoposta a revisione paritaria che pubblica articoli di revisione su tutti gli aspetti della medicina. È stata fondata nel 1950. I suoi redattori più longevi sono stati William P. Creger (1974-1993) e C. Thomas Caskey (2001-2019). L'attuale caporedattrice è Mary E. Klotman. A partire dal 2023, Annual Review of Medicine viene pubblicata in modalità di accesso aperto, secondo il modello Subscribe to Open. A partire dal 2024, il Journal Citation Reports attribuisce alla rivista un fattore di impato pari a 15,1 per l'anno precedente, posizionandola al terzo posto tra 189 titoli nella categoria “Medicina, ricerca e sperimentazione”.

## Storia
Il primo volume della rivista fu pubblicato nel 1950 dalla casa editrice senza scopo di lucro Annual Reviews. In esso si notava che i settori più "attivi" della medicina sarebbero stati trattati in ogni volume, mentre altre sottodiscipline sarebbero state trattate ogni due o tre anni. Il suo primo editore fu Windsor C. Cutting. Nel 1996, fu una delle prime riviste dell'Annual Reviews ad essere pubblicata in formato elettronico.

## Redattori dei volumi
Le date indicano gli anni di pubblicazione in cui il nominativo è stato accreditato come caporedattore o co-redattore di un volume di una rivista. Il processo di pianificazione di un volume inizia molto prima della sua pubblicazione, quindi la nomina alla posizione di redattore capo è generalmente avvenuta prima del primo anno qui indicato. Il redattore è associato ai volumi che ha contribuito a pianificare, anche qualora sia andato in pensione o deceduto prima della loro uscita in stampa:
- Windsor C. Cutting (1950–1954)[4]
- David A. Rytand (1955–1963)[6]
- Arthur C. DeGraff (1964–1973)[7]
- William P. Creger (1974–1993)[8]
- Cecil H. Coggins (1994–2000)[9]
- C. Thomas Caskey (2001–2019)[10][11]
- Mary E. Klotman (2020–)[12]

## Indicizzazione
Gli abstract e gli articoli sono indicizzati+ dai seguenti database bibliografici:
- BIOSIS Previews[13]
- CAB Abstracts[14]
- Chemical Abstracts Service[15]
- EBSCO databases[16]
- Embase[17]
- Index Medicus/MEDLINE/PubMed[18]
- ProQuest databases[16]
- Science Citation Index Expanded[13]
- Scopus[19]